# Juscorps
Juscorps település Franciaországban, Deux-Sèvres megyében. Lakosainak száma 380 fő (2022. január 1.). Juscorps Fors, Marigny, Saint-Martin-de-Bernegoue és Saint-Romans-des-Champs községekkel határos.

## Népesség
A település népességének változása:
| Lakosok száma | 380  | 372  | 373  | 361  | 366  | 372  | 377  | 379  | 380  |
|               | 2013 | 2015 | 2016 | 2017 | 2018 | 2019 | 2020 | 2021 | 2022 |